# Oda Míšeňská
Oda Míšeňská (polsky Oda Miśnieńska, německy Oda von Meißen; 996? – † po roce 1018 nebo až v roce 1025) byla německá šlechtična, čtvrtá manželka vládce Polska Boleslava I., polská kněžna a první polská královna. Oda byla nejmladší dcerou míšeňského markraběte Ekkeharda I. a jeho manželky Suanhildy, dcery saského markraběte Heřmana Billunga.

## Život
Dne 30. ledna 1018 byl sjednán budyšínský mír mezi císařem Jindřichem II. a Boleslavem Chrabrým. Z konfliktu vyšel vítězně Boleslav, protože jím nárokovaná území v Lužici a Míšni se stala součástí Polska a navíc od císaře obdržel vojenskou pomoc při své výpravě proti Kyjevské Rusi. Během vyjednávání na hradě v Ortenburgu se ovdovělý Boleslav rozhodl utužit svoje vztahy s německou šlechtou prostřednictvím sňatku. Jako nevěsta byla vybrána Oda, dcera zemřelého míšeňského markraběte Ekkeharda, dřívějšího spojence polského knížete. Sňatek se uskutečnil 4. února 1018.
Z manželství se narodila jediná dcera Matylda, která dostala jméno po Odině sestře, markraběnce Dolní Lužice. Nejspíš se nejednalo o šťastný svazek, vzhledem k téměř třicetiletému věkovému rozdílu mezi manželi a Boleslavově poměru s Predslavou Kyjevskou. Roli také mohl hrát Odin zhýralý předmanželský život.
Kronikář Jan Długosz píše, že Oda byla společně se svým manželem 18. dubna 1025 korunována. Jsou to však jen dohady, které zmiňují středověké zdroje. Odin další osud není známý.